# Paul Sérusier
Paul Sérusier (París, 9 de novembre de 1864 - Morlaix, 7 d'octubre de 1927) fou un pintor francès pertanyent al postimpresionisme, l'impulsor amb Maurice Denisdel moviment dels nabís.
Per a entendre a Paul Sérusier és necessari fer un cop d'ull a l'anomenada Escola de Pont-Aven, un lloc al sud de França al que es trasllada Gauguin en un moment de la seva vida, buscant una cosa nova en la seva carrera. Després de treballar en la capital francesa, decideix traslladar-se allà per a trobar-se amb un ambient més primigeni, amb una cultura rural. Al costat d'Émile Bernard i Sérusier formarà l'anomenada Escola de Pont-Aven (1886-1891). El Talismà, també coneguda com a "Paysage du bois d'Amour"és la seva obra més important.
Les teories matemàtiques ocupen un lloc important en les seves pintures i en l'activitat pedagògica a l'acadèmia de Paul Ranson (a partir de 1908) i en la seva obra doctrinal "l'ABC de la pintura", publicada el 1921.

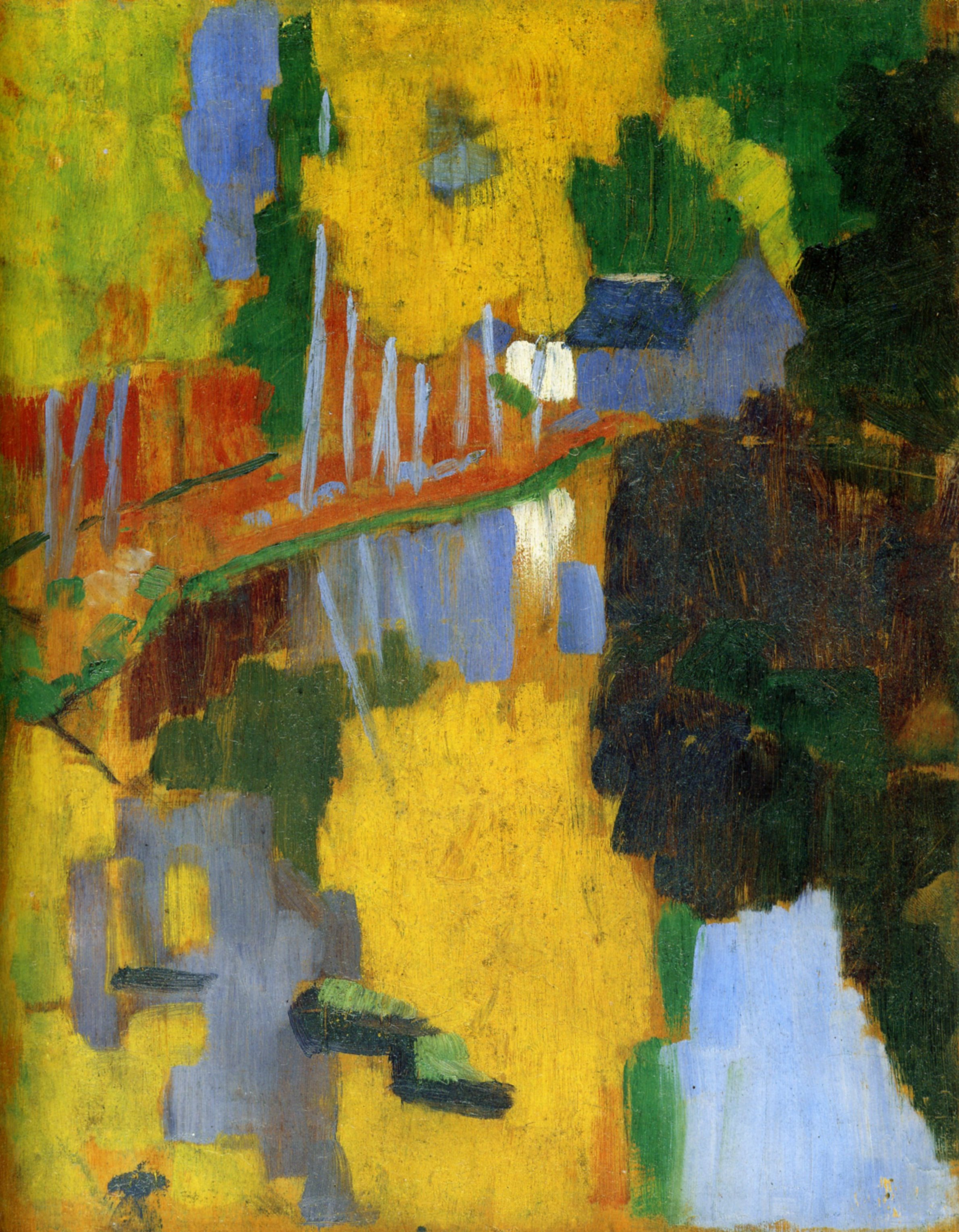
Le Talisman, 1888. Oli sobre fusta. 27 x 21.5 cm. Museu d'Orsay
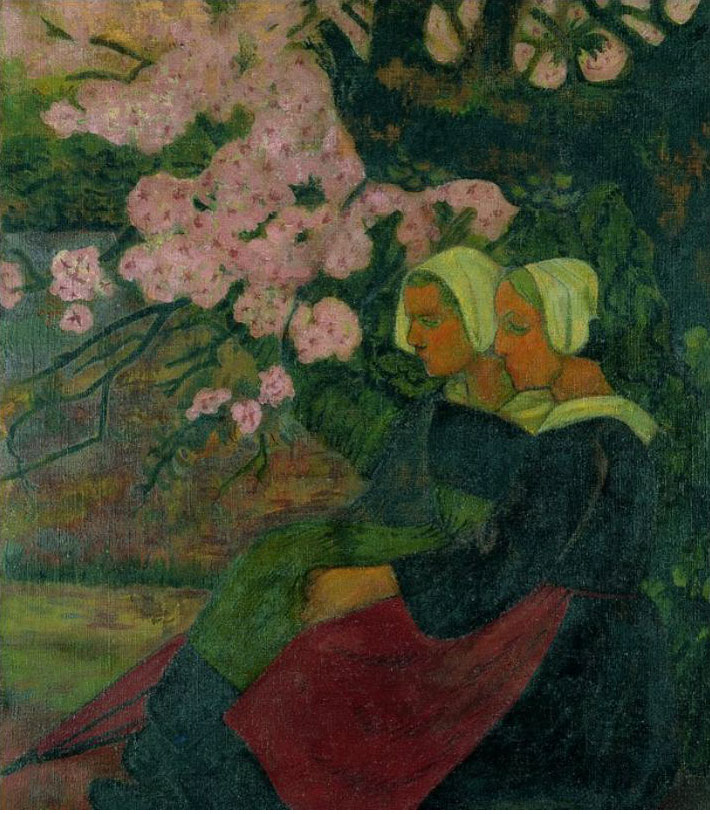
Dues bretones sota una pomera en flor (1892)